# Redwood City
Redwood City település az Amerikai Egyesült Államok Kalifornia államában, San Mateo megyében, melynek megyeszékhelye is. Lakosainak száma 84 292 fő (2020).

## Népesség
A település népességének változása:

| 2010 | 76 815 |
| 2020 | 84 292 |